# 하기하라 신야
하기하라 신야(일본어: 萩原 慎也, 1971년 4월 7일 ~ )는 일본의 전 축구 선수이다.

## 구단 경력
과거 방포레 고후에서 활동하였다.